# 肖滕-鲍曼反应
肖滕-鲍曼反应（Schotten–Baumann reaction），由德国化学家 Carl Schotten 和 Eugen Baumann 在1883年发现并首先报道。
胺和酰氯反应，用于制取相应的酰胺。例如，苄胺与乙酰氯在 Schotten–Baumann 条件下，得到N-苄基乙酰胺。
此名称也用于指酰氯与醇生成酯的反应。所谓“Schotten–Baumann 条件”一般是指水和有机溶剂（如二氯甲烷或乙醚）所组成的两相溶剂体系，其中水相中的碱用于中和反应中产生的酸，而反应物和产物则停留在有机相中。

## 应用
此反应在有机合成中有非常广泛的应用，如：
- 合成辣椒素
- 从苯甲酰氯和氨合成苯甲酰胺
- 苄胺与乙酰氯或乙酸酐反应而发生乙酰化
- Fischer肽合成（Fischer peptide synthesis）由 Hermann Emil Fischer 在1903年报道[3][4]

α-氯代酰氯与氨基酸酯缩合，然后将酯水解，并再次转化为酰氯，继续与其他氨基酸酯缩合，如此往复下去，用于肽的合成。